# Plesioglymmius
Plesioglymmius is een geslacht van kevers uit de familie van de loopkevers (Carabidae). De wetenschappelijke naam van het geslacht is voor het eerst geldig gepubliceerd in 1978 door R.T. & J.R. Bell.

## Soorten
Het geslacht Plesioglymmius omvat de volgende soorten:
- Plesioglymmius compactus R.T. & J.R. Bell, 1979
- Plesioglymmius elegans (Grouvelle, 1903)
- Plesioglymmius jugatus R.T. & J.R. Bell, 1979
- Plesioglymmius meridionalis (Grouvelle, 1903)
- Plesioglymmius moorei R.T. & J.R. Bell, 1987
- Plesioglymmius negara R.T. & J.R. Bell, 2000
- Plesioglymmius reichardti R.T. & J.R. Bell, 1979
- Plesioglymmius silus R.T. & J.R. Bell, 1979